# Wigilijny show
Wigilijny show (ang. Scrooged) – amerykańska tragikomedia z 1988 roku zainspirowana opowiadaniem Opowieść wigilijna Karola Dickensa.

## Fabuła
Frank Cross jest cynicznym producentem telewizyjnym. Karierę zaczął jako goniec, a potem, dzięki bezwzględności, osiągnął szczyt. Podczas Świąt pojawiają się duchy, które mu uświadamiają, co jest w życiu ważne.

## Główne role
- Bill Murray – Frank Cross
- Karen Allen – Claire Phillips
- John Forsythe – Lew Hayward
- John Glover – Brice Cummings
- Bob Goldthwait – Eliot Loudermilk
- David Johansen – Duch Przeszłych Świąt
- Carol Kane – Duch Obecnych Świąt
- Robert Mitchum – Preston Rhinelande

## Nagrody i nominacje
Oscary za rok 1988
- Najlepsza charakteryzacja – Thomas R. Burman, Bari Dreiband-Burman (nominacja)

Nagrody Saturn 1988
- Najlepszy film fantasy – reż. Richard Donner (nominacja)
- Najlepszy aktor – Bill Murray (nominacja)